# Episodi di Absentia (prima stagione)
La prima stagione della serie televisiva Absentia è andata in onda in vari paesi sui canali AXN dal 25 settembre al 20 novembre 2017.
In Italia la stagione è stata distribuita su Amazon Video il 2 febbraio 2018. In chiaro è stata trasmessa in prima visione su Rai 4 dal 28 aprile al 26 maggio 2019. .
| n° | Titolo originale  | Prima TV originale | Prima TV Italia |
| -- | ----------------- | ------------------ | --------------- |
| 1  | Comeback          | 25 settembre 2017  | 2 febbraio 2018 |
| 2  | Reset             | 25 settembre 2017  | 2 febbraio 2018 |
| 3  | The Emily Show    | 2 ottobre 2017     | 2 febbraio 2018 |
| 4  | Me You Him Me     | 9 ottobre 2017     | 2 febbraio 2018 |
| 5  | Dig               | 16 ottobre 2017    | 2 febbraio 2018 |
| 6  | Nobody's Innocent | 23 ottobre 2017    | 2 febbraio 2018 |
| 7  | A & B             | 30 ottobre 2017    | 2 febbraio 2018 |
| 8  | Brave Boy         | 6 novembre 2017    | 2 febbraio 2018 |
| 9  | Child's Play      | 13 novembre 2017   | 2 febbraio 2018 |
| 10 | Original Sin      | 20 novembre 2017   | 2 febbraio 2018 |

## Comeback
- Diretto da: Oded Ruskin
- Scritto da: Gaia Violo

### Trama
La storia si apre con un flashback risalente a sei anni prima, che mostra la famiglia Durand nei loro momenti di felicità. Ci sono Nick e sua moglie Emily, entrambi agenti FBI, e il loro figlio Flynn. Le immagini vengono intervallate da alcune scene ambientate nel presente dove Emily viene percossa e intrappolata in una vasca di vetro, chiusa ermeticamente con un lucchetto e stracolma d'acqua. Dopo varie ricerche la donna viene dichiarata morta dagli investigatori. Si pensa che il rapitore possa essere un noto serial killer di nome Conrad Harlow, quindi viene processato per il presunto omicidio e infine condannato. Intanto Nick si è risposato con una donna di nome Alice e Flynn è cresciuto accettandola come madre. In seguito Nick riceve una chiamata da Harlow che gli rivela il luogo dove Emily è stata imprigionata: nel seminterrato di un vecchio capanno in mezzo ai boschi. Gli agenti dell'FBI trovano Emily dentro la vasca, ma i tentativi per tirarla fuori risultano vani, fino a quando il lucchetto dotato di timer non si apre automaticamente. Emily risulta malnutrita, presenta segni di percosse e non ricorda quasi nulla di cosa le è accaduto negli ultimi anni. A causa del forte trauma è diventata paranoica e persino violenta, al punto da ferire una giornalista che si trovava in ospedale per intervistarla. La donna è devastata quando scopre che Nick si è risposato. Lo stesso Nick appare turbato dalla sua ricomparsa. Emily, una volta guarita, va a vivere da suo fratello Jack e, durante una visita terapeutica, condotta dal Dr. Vega, ha una strana visione riguardante dei fiori. Nick associa questi ricordi a uno dei primi casi di Emily, Robert Semerov, coinvolto in un traffico illegale di donne che lui associa a diversi tipi di fiori. Nel mentre un cadavere in decomposizione riemerge dal fiume e Tommy Gibbs, del dipartimento di polizia di Boston, inizia ad investigare. Nick ed Emily visitano uno strip club nel quale una delle ragazze di Semerov, amica di Emily, gli rivela delle informazioni utili alla cattura. Tuttavia di Semerov non vi è alcuna traccia, allora Emily accecata dall'insuccesso inizia a picchiare un altro trafficante fermato durante il blitz. Nick e Adam, l'agente capo, la fermano e la portano in un'auto della polizia. Adam viene informato che il corpo nel fiume è di Semerov. Inoltre sotto le unghie del cadavere viene ritrovato il DNA del probabile killer, che si scopre essere quello di Emily. Nick appare preoccupato, mentre Emily siede confusa nell'auto.

## Reset
- Diretto da: Oded Ruskin
- Scritto da: Matt Cirulnick

### Trama
Conrad Harlow viene rilasciato e dinanzi alla stampa esprime la sua preoccupazione per Emily. Una donna, Kelly Price, incontra il detective Gibbs e gli dice di aver visto Emily discutere animatamente con Semerov due settimane prima su un pontile. Emily sta lottando per riguadagnare il suo passato, ma soffre di attacchi di ansia e ha visioni del suo rapitore mascherato. Nel frattempo Alice è preoccupata degli effetti negativi che la sua presenza sta arrecando all'intera famiglia. Il dipartimento di polizia di Boston, che collabora con l'FBI, convoca Emily per interrogarla in quanto sospettata dell'omicidio di Semerov. Emily cerca di ricreare un rapporto con Flynn, ma Flynn sembra essere a disagio. Nel frattempo Emily si interroga sulla morte di Semerov. Nick scopre che Kelly Price non è chi afferma di essere, poiché il suo vero nome è Regina Talbot. Un suo ex collaboratore, Cooper, sostiene che Regina ha lavorato per Semerov, così come un loro agente dell'FBI. Emily si infiltra nella casa di Harlow confrontandosi con lui all'interno di una stanza dotata di piscina, ma lui nega di averla rapita. La polizia raggiunge la casa e arresta Emily per avere fatto irruzione. Gibbs la interroga, ma poi la lascia andare. Nick riferisce ad Emily dell'agente corrotto all'interno dell'FBI. Emily è sicura che questo agente sia coinvolto nel suo rapimento, così decide di dargli la caccia insieme a Nick. Nel frattempo Alice si preoccupa quando Riggs, il loro cane, inizia ad abbaiare puntando verso l'esterno della casa. Dopo essere uscita fuori vede una strana figura passare davanti all'abitazione, quindi spaventata torna subito dentro. Intanto Gibbs scopre che Kelly Price è svanita nel nulla mentre riceve una chiamata per recarsi sulla scena di un omicidio. Al suo arrivo vede il corpo galleggiante di Harlow, morto assassinato all'interno della sua piscina.

## The Emily Show
- Diretto da: Oded Ruskin
- Scritto da: Elaina Perpelitt

### Trama
Emily è in terapia e descrive un'immagine: un occhio sanguinante che le appare continuamente. Nick difende Emily e informa Gibbs sull'agente corrotto, gli chiede tempo per raccogliere delle prove e Gibbs glielo concede. Emily percepisce che i sospetti stanno ricadendo su di lei. In un incontro programmato con Flynn, Emily lo porta in un circuito di go-kart, Flynn inizia ad aprirsi con la madre, i due appaiono sereni, l'incontro viene bruscamente interrotto da un incidente di Flynn col kart. All'ospedale Emily è sconvolta sebbene Flynn stia bene. Alice biasima Nick per aver lasciato Flynn da solo con Emily. Nick sospetta che l'agente Crown sia coinvolto con Semerov, ma Adam lo zittisce. Nick e Emily irrompono nella casa di Harlow in cerca di indizi e trovano delle impronte. Nick investiga e scopre che sono di Adam. Jack è sommerso dai giornalisti ed è frustato con Emily. Rivela di essere un alcolizzato. Emily e Jack discutono aspramente (viene così rivelato che Emily è adottata), dopodiché Emily va a stare in un motel. Gibbs scopre un filmato CCTV che complica la situazione di Emily nell'omicidio Harlow e ordina a Nick di arrestarla. Emily rivela a Nick che era fuori dalla sua casa ad osservava Alice e Flynn, la notte in cui Harlow è stato assassinato. Nick e Emily si lasciano trasportare dalle emozioni e hanno uno scambio di affetto. Nick si confronta con Adam a proposito di Regina e dell'omicidio di Harlow. Adam gli dice che è accecato da Emily e gli dà un avvertimento. Emily viene mostrata irrompere nella casa di Adam dove trova un diario, all'interno ci sono vari disegni raffiguranti un occhio sanguinante che coincide con le visioni avute da Emily. Adam ritorna, ma Emily riesce a fuggire senza farsi notare.

## Me You Him Me
- Diretto da: Oded Ruskin
- Scritto da: Antoinette Stella

### Trama
Emily convince Nick sul sospettare di Adam, Nick le riferisce che la polizia di Boston ha emesso un mandato di cattura verso di lei. Nick e Emily sono attratti l'uno dall'altra e fanno l'amore, dopodiché mentre Nick è in bagno, Emily scappa per investigare da sola sul caso. Jack è con un'escort quando Gibbs arriva al suo appartamento in cerca di Emily. Nick mente ad Alice su Emily. Adam sospende Nick per aver agevolato la fuga di Emily. Gibbs si reca dal padre di Emily, Warren un ex agente FBI, per avere informazioni sulla figlia. Durante la visita Warren riceve una chiamata da Emily che le chiede aiuto, il quale non la tradisce. Emily rapisce Adam e chiama Nick. Nick è abile nel capire dove ha portato Adam, così con Gibbs partono per raggiungere e fermare Emily. Adam confessa ad Emily che è coinvolto con Semerov e che ha aiutato Regina a diventare Kelly, ma che non è coinvolto nel suo rapimento. Adam le dice che l'occhio insanguinato è un luogo del quale non sa molto, ma è spinto a cercare. Nick e Gibbs raggiungono il posto, ma Emily fugge. Appena Nick e Gibbs stanno per slegare Adam, qualcuno dal buio spara verso di loro e uccide Adam.

## Dig
- Diretto da: Oded Ruskin
- Scritto da: Kate Powers

### Trama
Emily va dal suo psichiatra, il Dr. Vega, per farsi aiutare a comprendere la visione dell'occhio insanguinato. Emily non sembra a conoscenza dell'uccisione di Adam. Guidata dal Dr. Vega, Emily rintraccia l'occhio insanguinato in un albero dove era solita giocare da bambina con altri orfani. Nel mentre l'agente Crow è diventato il nuovo agente capo e revoca la sospensione di Nick. Alice scopre di essere incinta, ma la relazione con Nick si deteriora quando scopre che quest'ultimo ha dormito con Emily e prova ancora dei sentimenti per lei. Emily è in contatto con Nick attraverso un telefono prepagato, è in fuga ed è stata vista salire su un bus. Nel frattempo Jack e Warren hanno un acceso diverbio a proposito di Emily poiché Jack vorrebbe che il padre collaborasse con la polizia. Emily raggiunge un vecchio parco abbandonato chiamato Nottingham Park. Nick, dopo aver parlato con Jack, è in grado di dedurre dove Emily potrebbe essere. Emily trova un albero con sulla corteccia un segno coincidente con l'occhio insanguinato. Inizia a scavare attorno all'albero mentre Nick e Gibbs si fanno sempre più vicini. Emily scopre uno scheletro umano, vede Nick e Gibbs avvicinarsi e fugge, tuttavia è abile a portare via il pacemaker dai resti dello scheletro. Nick e Gibbs la inseguono, ma Emily nuotando attraverso il lago riesce a scappare. Si nasconde nella cabina di un camion, poco dopo arriva l'autista e partono con lei nascosta nella cuccetta, il camion si ferma improvvisamente e il camionista punta un fucile verso Emily dicendole che sapeva che era lì.

## Nobody's Innocent
- Diretto da: Oded Ruskin
- Scritto da: Matt Cirulnick

### Trama
Il camionista sa chi è Emily, ciononostante decide di aiutarla, dandole un passaggio fino a Boston. L'FBI investiga sull'identità dello scheletro. Scoprono che ha la firma di Harlow, ovvero il taglio delle palpebre. L'FBI è ora convinta che Harlow aveva un complice e sospetta che possa essere Emily. Nick rifiuta ciò sebbene appare provato. Tornata a Boston, Emily entra nella casa di Jack e nasconde un cellulare nella scatola dei cereali. Tenta di risalire all'identità del proprietario del pacemaker attraverso il laptop di Jack, dato che è un dottore. Trova una lettera dall'ospedale nella quale scopre che è stato licenziato a causa di assenze inspiegabili dal lavoro e cattivo comportamento. Emily trova alcuni video nel quale il fratello si esibisce in pesanti pratiche bondage, fetish e asfissia erotica. I video sono intitolati col nome di fiori. La polizia è stata allertata, ma ancora una volta Emily riesce a scappare. Nick interroga un agente in pensione, Nash, che fu il primo a lavorare al caso Harlow. Arriva così a conoscenza che Emily è stata la prima e unica persona che citò Harlow nel caso. La testimone che fece il nome di Harlow ad Emily morì dopo aver parlato con lei. Emily segue Jack che incontra un'escort in un bar. Dopo averli seguiti li spia mentre hanno un violento rapporto sessuale. Gibbs raggiunge la casa di Jack e vede i video nel suo computer. La polizia scopre inspiegabili elevate quantità di denaro depositate sul conto di Jack. Gibbs cerca informazioni all'ospedale dove Jack lavorava. Emily segue l'escort di ritorno al club nel quale lavora e le pone delle domande, questa le rivela che lei e Jack erano soliti incontrarsi, ma quando Emily venne rapita la relazione si interruppe. Emily viene scoperta e non è gradita, dà inizio a una sparatoria e viene colpita da un proiettile. L'FBI è convinta che Emily sia dietro gli omicidi e che ha incastrato Harlow. Emily ferita guida verso la tomba della madre e chiama Jack al cellulare che ha nascosto nella scatola di cereali.

## A & B
- Diretto da: Oded Ruskin
- Scritto da: Antoinette Stella

### Trama
Emily si sveglia in una stanza, le sue ferite sono state medicate da Jack. Egli nega ogni legame con gli omicidi, Emily crede in lui e provano a risalire al possessore del pacemaker. Flynn scazzotta con un suo amico il quale ha definito Emily un'assassina. Nick dice a Flynn che lui ancora crede nell'innocenza di Emily. Nick chiama Jack, ma Jack mente e taglia la telefonata. Jack scopre che il pacemaker apparteneva al Dr. Shen, il quale ha lavorato al Barrette House, l'orfanotrofio di Emily. Emily si reca a Chinatown per parlare col fratello di Shen, Erik. Egli le dice che Shen era stato licenziato per il suo controverso lavoro dopo di che è andato a lavorare all'orfanotrofio. Le sue ricerche sono ancora custodite in un magazzino. La polizia trova e arresta Jack. Emily si reca al magazzino dove trova e ascolta alcuni nastri del Dr Shen, dai quali si scopre come egli conducesse esperimenti sui bambini. Gibbs interroga Jack, ma non parla. Qualcuno compare alle spalle di Emily e la rapisce: sono due uomini interessati alla ricompensa promessa dall'FBI. Emily riesce a fuggire dal loro van quando si fermano ad un semaforo rosso e ruba un'auto per scappare. Emily ascolta ancora le cassette e sente un nome: Charles, ricorda l'orfanotrofio e lei che lo picchia. Nick va a trovare Alice e Flynn, che si trovano dalla sorella di Alice, e scopre che sono stati rapiti. Sul telefono di Alice Nick trova un video nel quale Emily si rivolge a Flynn, dicendogli che presto tornerà con lui e che lo ama.

## Brave Boy
- Diretto da: Oded Ruskin
- Scritto da: Elaina Perpelitt

### Trama
Nick crede che Emily abbia rapito Flynn e Alice, in un appello televisivo si rivolge a Emily chiedendole che Flynn e Alice possano fare ritorno a casa. Emily ha trovato rifugio tra i senzatetto è fortemente scossa quando scopre del rapimento di Flynn e parte alla ricerca di Charles. Alice e Flynn sono intrappolati in una stanza. Jack viene rilasciato e si scopre che la sua cauzione è stata pagata da Laurie, la giornalista colpita da Emily quand'era ricoverata in ospedale. Laurie offre la sua assistenza a Jack e gli confida che crede nell'innocenza di Emily. L'FBI identifica nel Dr. Shen uno degli scheletri rinvenuti e rintracciano suo fratello per ulteriori indagini. Warren e Jack si riconciliano, Warren è di aiuto per rintracciare Charles. Charles è ricoverato in un ospedale psichiatrico ed Emily va ad incontrarlo. L'uomo mascherato porta acqua e pane ammuffito a Flynn e Alice. Flynn viene rinchiuso nella cisterna di vetro e viene fatta entrare acqua, come accadeva con Emily. Nick e Gibbs raccolgono informazioni su Shen e i suoi esperimenti segreti. Anche L'FBI arriva a Charles così Nick e Gibbs partono per incontrarlo. Emily, una volta raggiunto l'istituto dove è ricoverato Charles, viene inaspettatamente aiutata da una paziente che crea un diversivo utile per poter accedere all'edificio. Charles riconosce Emily e iniziano a lottare. Charles la accusa di essere cattiva e che per colpa sua venivano picchiati. Emily non è capace di farlo parlare. Nick e Gibbs raggiungono l'edificio. Emily fugge, ma Nick la insegue e la raggiunge. Si trovano faccia a faccia puntandosi le pistole, ed Emily spara colpendo Nick.

## Child's Play
- Diretto da: Oded Ruskin
- Scritto da: Kate Powers

### Trama
Gibbs continua l'inseguimento di Emily, ma non riesce a raggiungerla prima che fugga su di un treno. Alice torna cosciente e non trova Flynn con sé, così tenta e riesce a fuggire dalla stanza. Sul treno Emily legge il libro che ha rubato a Charles, e trova ripetuti dei disegni di un forcone, un tridente. Emily salta dal treno quando percepisce che la polizia sta per prenderla. Nick non è ferito in quanto indossava un giubbetto antiproiettile. Emily irrompe nel ristorante di Erik Shen, guarda l'acquario e trova che ha impresso lo stesso simbolo ripetuto nel libro di Charles. Prende nota del costruttore dell'acquario. Emily entra in un hotel per usare un computer per la ricerca del costruttore, ma quando la notano fugge. Non appena la polizia arriva all'hotel, Emily si nasconde in un van per le consegne, con il quale è portata via. Emily chiede a Jack di scoprire chi ha ordinato la vasca nella quale è stata torturata. Nel frattempo Alice riesce a trovare Flynn intrappolato nella vasca di vetro, rompe la chiusura e salva Flynn. I due tentano la fuga, ma Alice è colpita da un dardo anestetico sparato dall'uomo mascherato. Nick viene informato da Crown che Harlow non era nel paese quando alcuni degli omicidi sono accaduti e questo implica che aveva un socio. Nick e Gibbs incontrano Charles, il quale racconta loro di un suo amico che ha ferito il Dr Shen e che c'era odore di caramelle dove i bambini venivano maltrattati. Questo indizio li guida nel posto dove un serbatoio di stoccaggio della melassa esplose circa un secolo prima, e dove poi venne costruito un magazzino. Jack dice ad Emily che la cisterna è stata ordinata 7 anni fa e che fu lei (Emily) ad ordinarla. Emily si dirige verso l'indirizzo dove la vasca era stata ordinata. Crown incontra un'ex-ragazza di Harlow, da lui abusata, che gli riferisce che Harlow ha una complice. Emily arriva all'edificio e scopre che ci sono anche Nick e Gibbs. Emily trova una foto come indizio e fugge prima che Gibbs e Nick realizzino che si trovi lì. Nick scopre che le finestre del magazzino affacciano su un negozio che vende delle maschere come quella usata dall'uomo mascherato descritto da Emily, e queste maschere non hanno le palpebre. Nick si sta convincendo che Emily è il mentore e non il complice di Harlow, dato che Harlow non era presente quando i bambini venivano torturati. Con l'aiuto della foto, Emily raggiunge un capanno in un bosco e che nel punto da dove è stata scattata la foto c'è una botola che porta nel sottosuolo e decide di entrare, chiama Nick e gli chiede di raggiungerla, ma da solo, così entra attraverso la botola.

## Original Sin
- Diretto da: Oded Ruskin
- Scritto da: Matthew Cirulnick e Gaia Violo

### Trama
All'interno della cabina Emily ha un attacco di panico ed è aggredita dall'uomo mascherato. Si risveglia in una stanza con Alice incosciente, una TV e una telecamera. L'uomo mascherato le parla attraverso il televisore. Un flashback mostra una giovane Emily ai tempi dell'orfanotrofio, impaziente di essere adottata: si presentava come una brava bambina, ben educata, in modo da piacere alle famiglie, ma lei non era così. La sua valutazione psicologica era una zavorra e non veniva adottata. Emily quindi sostituì la sua valutazione psicologica con quella dell'uomo mascherato il quale era con lei all'orfanotrofio, così che lei potesse essere adottata. Questo fu il motivo per il quale Shen scelse l'uomo mascherato come suo soggetto. Shen voleva bambini con una vena di aggressività in loro. Così l'uomo mascherato aveva dovuto subire le torture di Shen per sei anni. Emily aveva evitato le torture in quanto era stata adottata poco prima dell'arrivo di Shen. Emily si scusa, crede chi si nasconde dietro la maschera, da un ricordo, sia Logan. Lo scopo delle ricerche di Shen di addestrare i bambini problematici ad essere degli implacabili e spietati assassini, delle armi umane controllabili. La maschera viene tolta e il killer si rivela: Laurie. Lei e Harlow lavoravano insieme avevano ucciso Shen. Laurie chiede a Emily di uccidere Alice in modo da salvare Flynn. Emily con grande sforzo accetta, ma Nick arriva appena in tempo. Alice si sveglia e guida Nick e Emily da Flynn, lo estraggono dalla vasca e cercano di uscire dalla cabina. Nella fuga vengono raggiunti senza essere colpiti da alcuni colpi d'arma da fuoco sparati da Laurie. Nick comprende che Emily è innocente e cercano di catturare Laurie. Una volta all'esterno Nick viene colpito da Laurie, poco dopo Emily la raggiunge e la blocca. Nella colluttazione Laurie accoltella Emily, dopodiché Emily la tiene con la testa immersa in una pozza d'acqua fino a soffocarla. L'FBI raggiunge il luogo e arresta Emily. Più tardi nelle news Crown afferma che Laurie è la responsabile di tutti gli omicidi e che è stata uccisa da Emily in un atto di autodifesa. Gibbs e Crown discutono di Shen, Laurie e di come abbia dedicato la sua vita alla vendetta. Nick si sta riprendendo dall'infortunio ed Emily lo va a visitare. Risolvono i loro conflitti e decidono di non stare insieme, poiché entrambi sono cambiati e diventano persone diverse. Giorni dopo, Emily celebra il compleanno di Flynn. Tutti sembrano andare d'accordo. Flynn ed Emily sono felici e ben adattati l'uno con l'altra. Durante la festa Gibbs flirta con Emily. Emily nota una perdita d'acqua in cucina e ha un altro attacco di panico. Mentre si siede sul pavimento ad asciugare l'acqua, ha una visione di Harlow che galleggia morto nell'acqua ed Emily lo ha ucciso.